# Парламентские выборы в ФРГ (1965)
Выборы в Бундестаг 1965 года — 5-е демократические выборы в ФРГ (Западной Германии), состоявшиеся 19 сентября. На выборах почти половину мандатов получила коалиция ХДС/ХСС. По итогам выборов была вновь сформирована «чёрно-жёлтая коалиция» из ХДС/ХСС и СвДП. Канцлером стал Людвиг Эрхард. Однако уже в 1966 году «чёрно-жёлтая коалиция» распалась, и была создана «большая коалиция» из ХДС/ХСС и СДПГ, а новым канцлером стал другой представитель ХДС/ХСС Курт Георг Кизингер.
Явка составила 86.8%.

## Предвыборная кампания
Эрхард был избран канцлером ещё в 1963 году во время работы предыдущего созыва Бундестага как его приемник. Федеральный канцлер Людвиг Эрхард с самого начала предвыборной кампании был популярен как «отец» экономического чуда Западной Германии 1950-х и начала 1960-х годов. В 1965 году экономика Западной Германии все еще казалась устойчивой, и поэтому мало западногерманских избирателей хотели сменить партию федерального канцлера. Чтобы обеспечить свою победу на выборах в Бундестаг, Эрхард пообещал снизить подоходный налог и увеличить расходы на социальные программы.

## Результаты выборов
| Партия                                        | Лидер         | Голосов    | %     | Мест | Δ    |
| --------------------------------------------- | ------------- | ---------- | ----- | ---- | ---- |
| СДПГ (SPD)                                    | Вилли Брандт  | 12 813 186 | 39,3% | 202  | ▲ 12 |
| ХДС (CDU)                                     | Людвиг Эрхард | 12 387 562 | 38,0% | 196  | ▲ 4  |
| ХСС (CSU)                                     |               | 3 136 506  | 9,6%  | 49   | ▲ 1  |
| СвДП (FDP)                                    |               | 3 096 739  | 9,5%  | 49   | ▼ 18 |
| НДПГ (NPD)                                    |               | 664 193    | 2 %   | 0    |      |
| Германский мирный союз (DFU)                  |               | 434 182    | 1,3 % | 0    |      |
| Сообщество действий независимых немцев (AUD)  |               | 52 637     | 0,2 % | 0    |      |
| Христианская народная партия (CVP)            |               | 19 832     | 0,1 % | 0    |      |
| Партия гуманной экономики (FSU)               |               | 10 631     | 0 %   | 0    |      |
| Независимая рабочая партия (UAP)              |               | 3 959      | 0 %   | 0    |      |
| Европейская федералистская партия (EFP)       |               | 1 015      | 0 %   | 0    |      |
| Группы избирателей / Индивидуальные кандидаты |               | 660        |       |      |      |

## После выборов
Коалиция ХДС/ХСС и СвДП была вновь сформирована, но она распалась осенью следующего года и была заменена первой т.н. Большой коалицией. Людвиг Эрхард оставался федеральным канцлером до своей отставки 30 ноября 1966 года, а Вилли Брандт остался бургомистром Берлина и заявил, что не собирается баллотироваться на канцлера в 1969 выборов в Бундестаг.